# Čáslavice
Čáslavice är en ort i Tjeckien.   Den ligger i regionen Vysočina, i den centrala delen av landet, 140 km sydost om huvudstaden Prag. Čáslavice ligger 515 meter över havet och antalet invånare är 557.
Terrängen runt Čáslavice är lite kuperad.Runt Čáslavice är det ganska glesbefolkat, med 50 invånare per kvadratkilometer. Närmaste större samhälle är Třebíč, 10,6 km nordost om Čáslavice. Trakten runt Čáslavice består till största delen av jordbruksmark.